# 藤井京子
藤井 京子（ふじい きょうこ、1988年1月21日 - ）は、日本の女性声優、舞台女優。
大阪府出身。アトミックモンキー/声優・演技研究所3期生。また、関智一によるプロジェクト「劇団ヘロヘロQカムパニー」にも参加している。フリーとなるまではアトミックモンキー所属であった。

## 出演

### テレビアニメ
2011年
- 銀魂’（ウグイス嬢、女）
- DOG DAYS（女子生徒B）

2012年
- ソードアート・オンライン（サーシャ）

2013年
- ドラえもん（テレビ朝日版第2期）（主婦B）

2016年
- OZMAFIA!!（パシェ）

### ゲーム
2013年
- OZMAFIA!!（パシェ）
- マブラヴ オルタネイティヴ クロニクルズ WAR ENSEMBLE（直江神流）

2014年
- 白猫プロジェクト（エリーナ・グレヴィッチ、ポプラ・ハーヴィー、コムギ・クロッカス）

2015年
- OZMAFIA!! -vivace-（パシェ）

### ドラマCD
- 失恋ショコラティエ2（サエコの友人、記者）
- 七星魔導史マフィン伝 魔剣の姫君と暗黒卿の秘儀（キリリ）

### 舞台
- 劇団ヘロヘロQカムパニー
  - 悪魔が来りて笛を吹く（河村小夜子）
  - 魔界転生